# Ambrogio Alciati

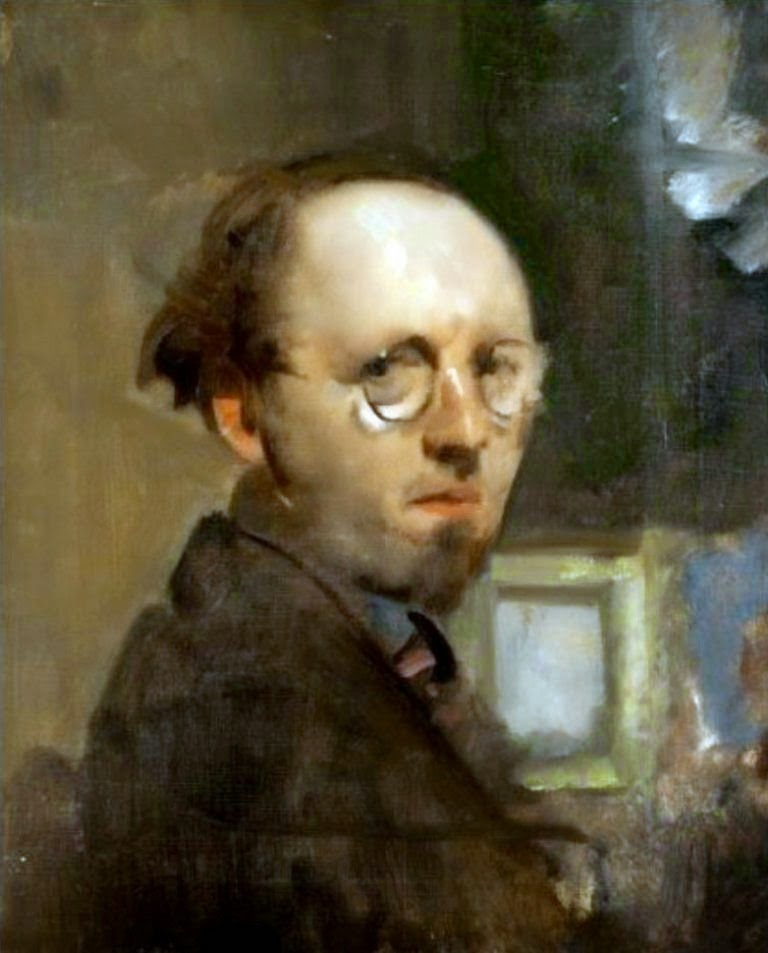
Antonio Ambrogio Alciati

Antonio Ambrogio Alciati (Vercelli, 5 september 1878 - Milaan, 7 maart 1929) was een Italiaans kunstschilder, vooral gekend door zijn portretten.

## Leven en werk
Alciati werd geboren in een artistiek milieu. Zowel zijn vader als moeder waren kunstschilder. Op grond van zijn bijzondere artistieke begaafdheid werd hij toegelaten op de Accademia di belle arti di Brera te Milaan, waar hij studeerde onder Vespasiano Bignami en Cesare Tallone. 
Aan het begin van de twintigste eeuw maakte Alciati vooral naam als portretschilder, met veel opdrachtgevers onder de Milanese bourgeoisie. Hij werd sterk beïnvloed door Giovanni Boldini en had de naam door te dringen tot het karakter van zijn modellen, meestal vrouwen. Ook in zijn genrewerken streefde hij naar het uitdrukken van diep gevoelde hartstocht en ontroering. Qua stijl vertoont zijn werk invloeden vanuit het impressionisme, getypeerd door een groot impasto en een flamboyante kleurenmix. Hij exposeerde meermaals in de Galleria d'arte moderna te Milaan en was tweemaal vertegenwoordigd op de Biënnale van Venetië.
Alciati maakte ook fresco's. In 1917 ontmoette hij de kunstenares Rafaella di Malta, met wie hij zes jaar later trouwde. In 1920 werd hij docent aan de Brera Academie. Hij overleed in 1929, 50 jaar oud.

## Galerij

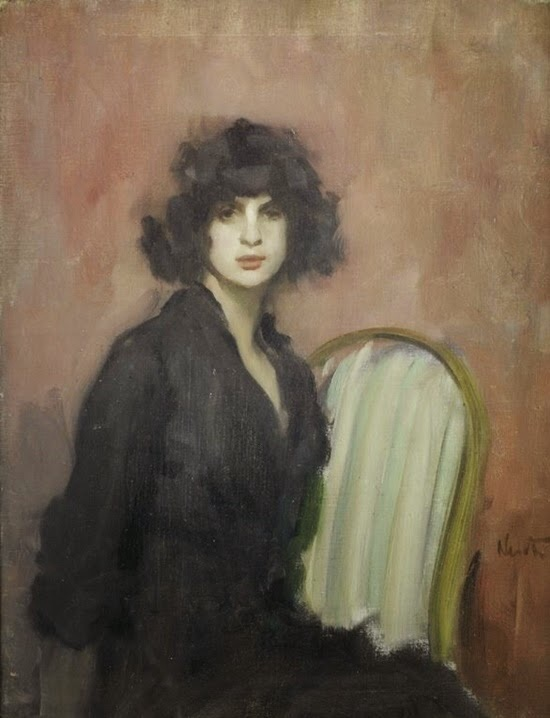
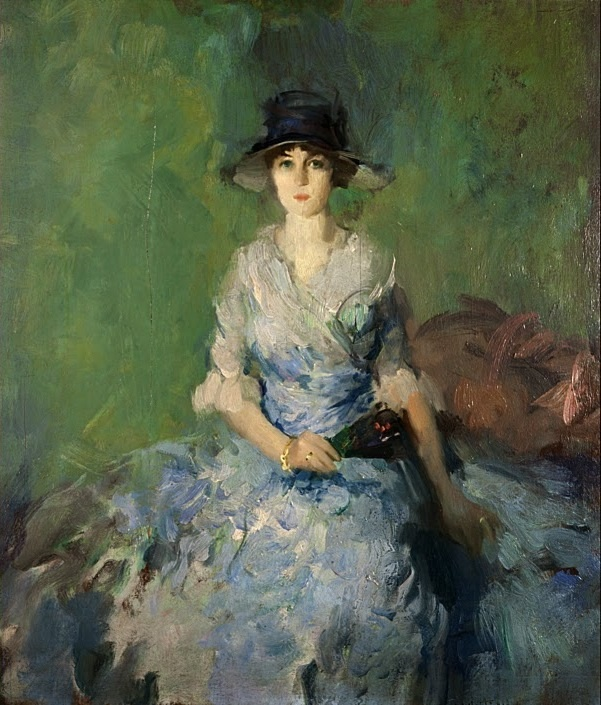
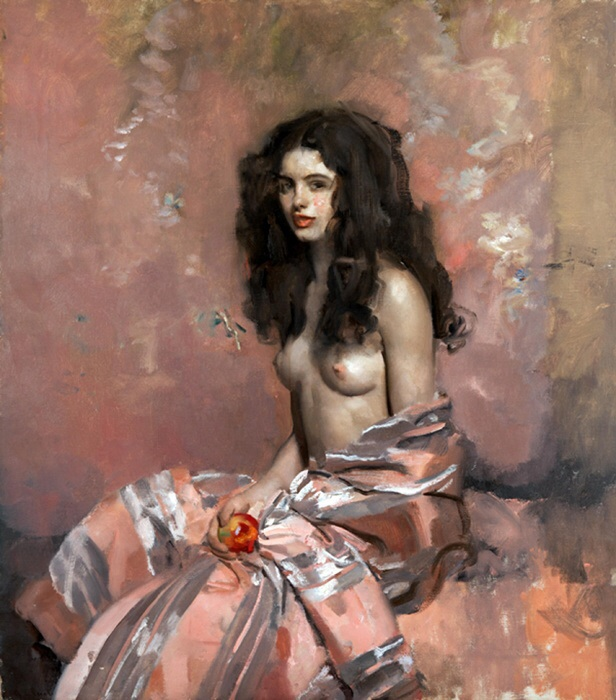
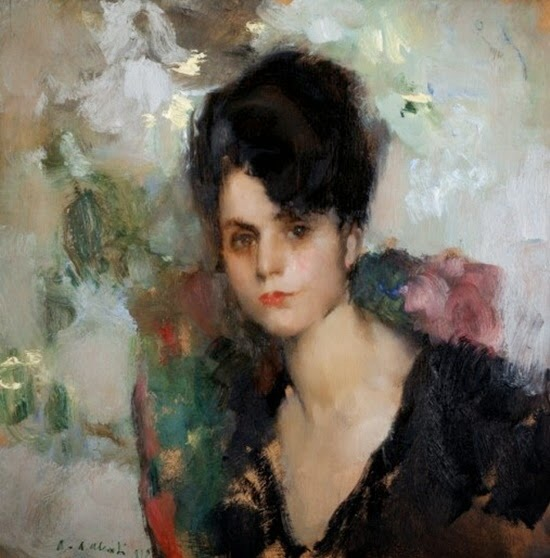
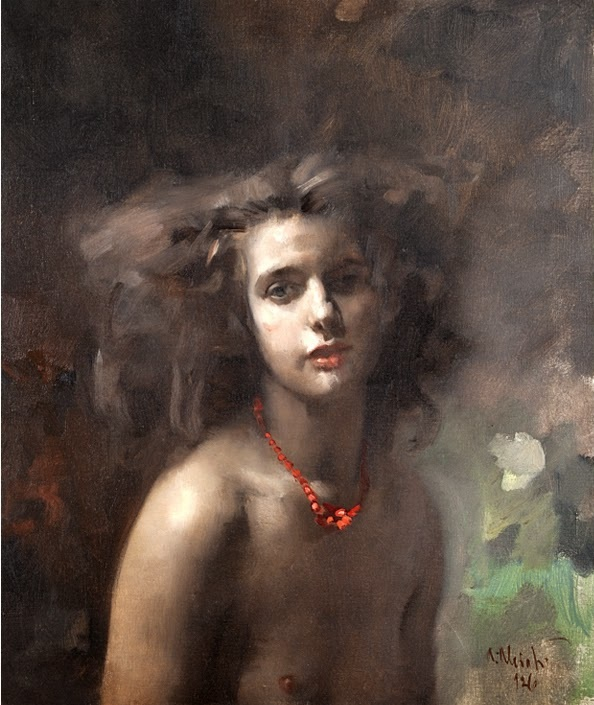
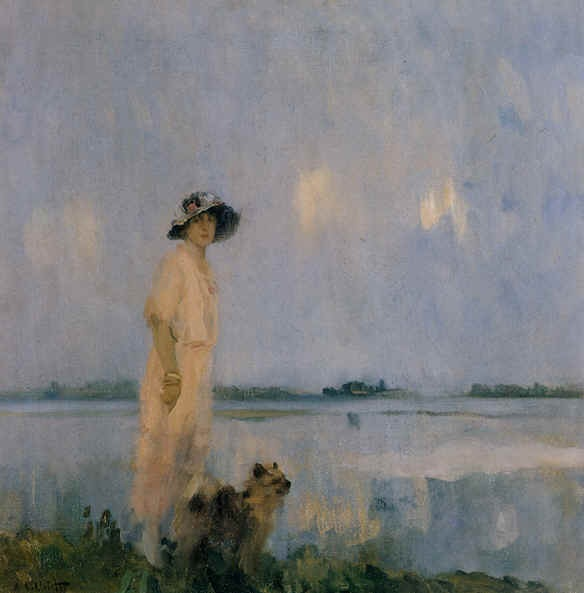
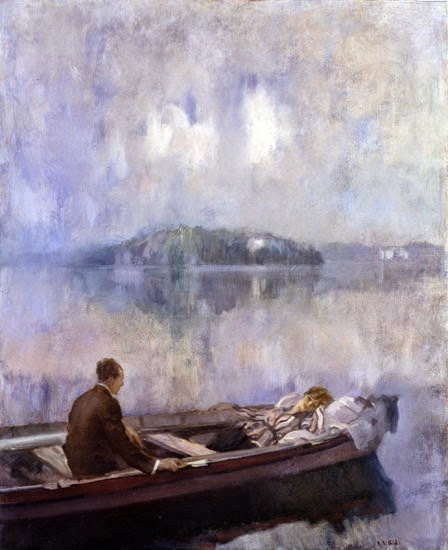
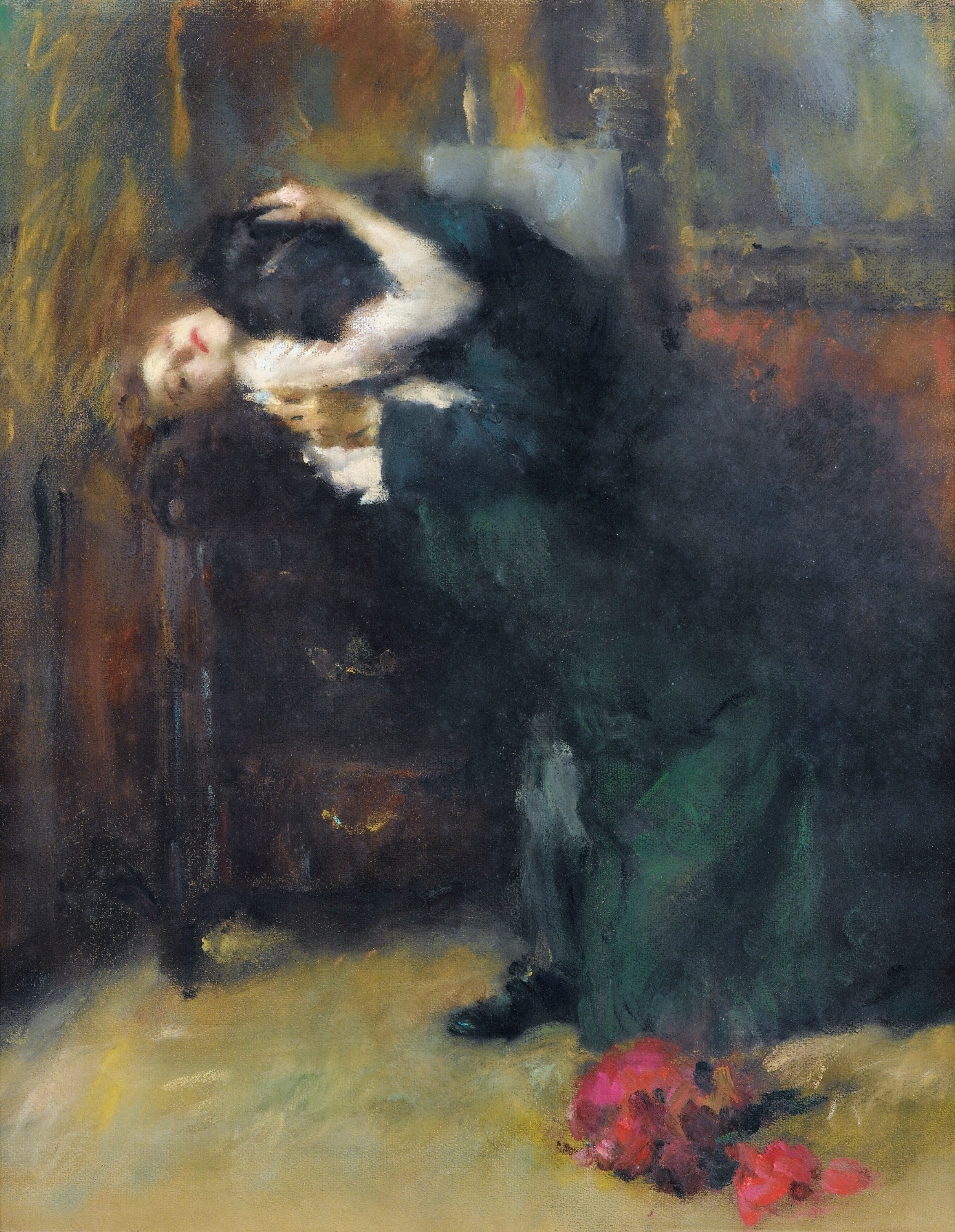
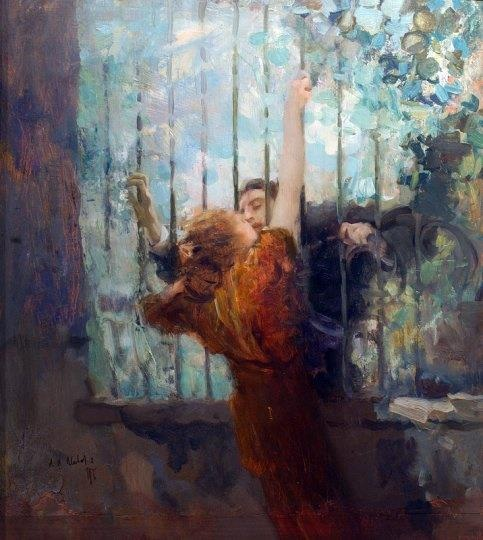